# Troutdale
Troutdale es una ciudad ubicada en el condado de Multnomah en el estado estadounidense de Oregón. En el año 2015 tenía una población estimada de 16 631 habitantes y una densidad poblacional de 1289,2 personas por km².

## Geografía
Troutdale se encuentra ubicada en las coordenadas 44°31′46″N 122°23′30″O / 44.52944, -122.39167.

## Demografía
Según la Oficina del Censo en 2000 los ingresos medios por hogar en la localidad eran de $56,593 y los ingresos medios por familia eran $62,203. Los hombres tenían unos ingresos medios de $41,808 frente a los $30,989 para las mujeres. La renta per cápita para la localidad era de $21,778. Alrededor del 4.8% de la población estaban por debajo del umbral de pobreza.